# Hilders
Hilders är en köping (Markt) i Landkreis Fulda i Regierungsbezirk Kassel i förbundslandet Hessen i Tyskland. 
De tidigare kommunerna Batten, Brand, Dietges, Eckweisbach, Liebhards, Rupsroth, Simmershausen och Wickers samt huvuddelen av Dörmbach an der Milseburg uppgick i Hilders 31 december 1971.